# Моргауське сільське поселення
Морга́уське сільське поселення (рос. Моргаушское сельское поселение) — муніципальне утворення у складі Моргауського району Чувашії, Росія. Адміністративний центр — село Моргауші.

## Склад
До складу поселення входять такі населені пункти:
| Населений пункт           | Населення, осіб (2010) |
| ------------------------- | ---------------------- |
| Малиновка, присілок       | 110                    |
| Моргауші, село            | 3263                   |
| Сіньял-Моргауші, присілок | 195                    |
| Сюрла-Трі, присілок       | 337                    |
| Шептаки, присілок         | 465                    |